# 白屈氨酸
白屈氨酸（英語：Chelidamic acid，又名白屈菜氨酸）是一种分子式为C7H5NO5的杂环氨基酸，分子中含有一个吡啶环。

## 合成
第一步是丙酮与草酸二乙酯在强碱（一般常用乙醇钠）的作用下发生克莱森缩合，生成白屈菜酸：
第二步是白屈菜酸与氨水反应得到白屈氨酸水溶液：
之后再从水溶液中结晶，得到白屈菜酸的一水合物（也是大部分商品白屈菜酸的存在形式）。

## 性质
白屈氨酸在常温下一般是淡黄色的粉末，加热后会在熔点（267 °C）分解。它有两种酮-烯醇互变异构产生的互变异构体，分别是具有芳香性的烯醇式和不具芳香性的酮式。它的一水合物则是内盐，在羟基上带负电，在氮原子上带正电。

## 用途
白屈氨酸是一种常用的有机合成中间体，在有机化学、医学及生物化学研究中用于合成各种杂环化合物，如配体二噁唑啉吡啶（PyBOX）和三联吡啶（Terpy）等。作为中间体，它的吡啶环上的羟基极容易被取代，而羧基则很适合于碳链的延长。同时它还是一种强螯合配体，能与许多金属离子形成稳定的螯合物，因此常用于各种稀土金属性质的研究。不过价格的原因限制了它的进一步使用。
白屈氨酸具有很强的抑制谷氨酸脱羧酶的作用。